# Sansibar oder der letzte Grund
Sansibar oder der letzte Grund ist ein 1957 erschienener Roman des Schriftstellers Alfred Andersch.

## Inhalt
Im Herbst 1937 treffen sich der kommunistische Funktionär Gregor mit einem Auftrag zu illegaler politischer Arbeit und die Jüdin Judith, aufgrund der Nürnberger Rassengesetze auf der Flucht, in der kleinen Ostsee-Hafenstadt Rerik. Hier verbindet sich ihr Schicksal mit dem des Fischers Knudsen und dessen Schiffsjungen sowie dem Schicksal des Pfarrers Helander. Der Geistliche möchte die von den Nationalsozialisten als „entartete Kunst“ kategorisierte und daher bedrohte Holzskulptur „Lesender Klosterschüler“ retten, und Knudsen soll die Figur nach Schweden bringen.
Trotz großer Zweifel von Knudsen, besonders weil er seine geistig behinderte Ehefrau Bertha zurücklassen muss, bewerkstelligen Gregor, Knudsen und der Junge die Rettung Judiths und der Holzskulptur nach Schweden, nehmen jedoch selbst die Gelegenheit zur Flucht nicht wahr, sondern kehren nach Deutschland zurück, einem ungewissen Schicksal entgegen. Der todkranke Helander widersetzt sich der Verhaftung durch die Gestapo und führt seine Erschießung somit willentlich herbei.

## Information

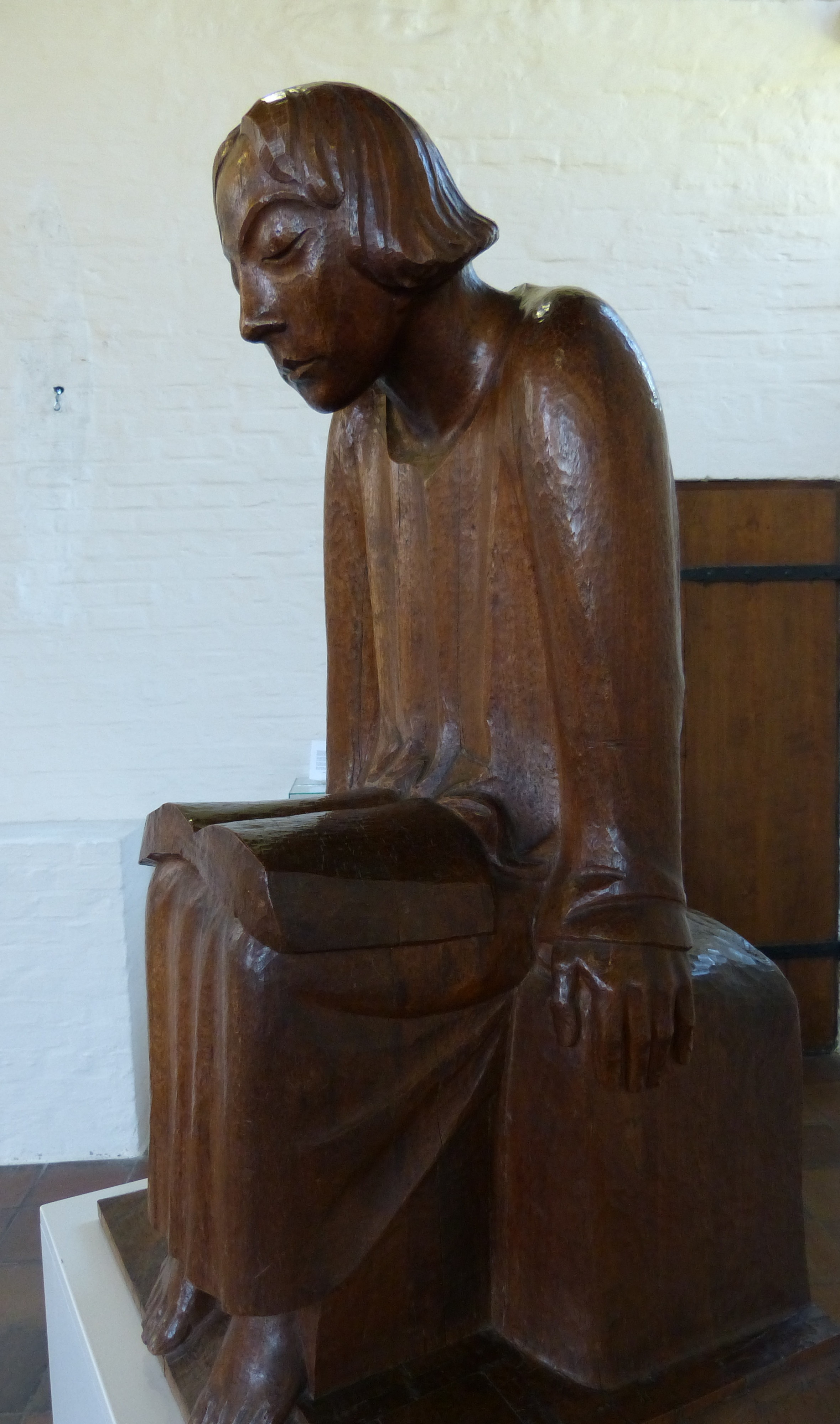
Die Skulptur Lesender Klosterschüler in der Güstrower Gertrudenkapelle.

Die Erzählung konzentriert sich auf die Handlungen und Empfindungen der bedrohten und verfolgten Gruppe. Der Terror wird nur andeutungsweise in Spitzeln und Beamten personifiziert, er ist allgegenwärtig und namenlos, so dass auch nie etwa von Nationalsozialisten die Rede ist, sondern immer nur von „den Anderen“.
Der Titel Sansibar oder der letzte Grund, der in nicht geringem Maße den Erfolg des Buches mitbegründete und sprichwörtlich wurde, bezieht sich auf einen Tagtraum des Jungen, in dem Sansibar jedoch weniger ein konkretes Ziel als vielmehr der utopische Ort einer besseren Zukunft ist.
Der „Lesende Klosterschüler“ ist nach einer hölzernen Skulptur von Ernst Barlach gestaltet. Die Originalskulptur Barlachs ist ca. 1,15 Meter groß und ließe sich somit nicht so einfach wie in dem Roman geschildert (auf dem Rücken) transportieren.
Die Rerik genannte Hafenstadt trägt Züge der Städte Rerik und Wismar.

## Die Figuren
Die sechs Figuren – fünf Menschen und eine Skulptur (Der lesende Klosterschüler) – repräsentieren auf typische Weise eine Generation, Gesellschaftsschicht oder Weltanschauung. Das solidarische Verhalten der Menschen in Zeiten des Terrors deutet im Nachhinein auf die Möglichkeit einer Bündelung aller progressiven Kräfte, wie sie zur Verhinderung des Nationalsozialismus allerdings nicht zustande gekommen war.
Gregor. Gregor ist der junge, intellektuelle Kommunist, der auf Dauer – und insbesondere nach der Niederlage – dem Zentralkomitee kein bedingungsloses Vertrauen entgegenbringen kann: „Alles muss neu geprüft werden...“ Seinen Auftrag, in Rerik den Widerstand der KPD zu reorganisieren, gibt er zugunsten der selbstgestellten Aufgabe auf, Judith und die Holzplastik vor der nationalsozialistischen Verfolgung zu bewahren. Aus der gelungenen Aktion schöpft er den Mut, die Sicherheit seiner eigenen Person auszuschlagen und in Deutschland zu bleiben.
Knudsen. Heinrich Knudsen ist als Fischer der Arbeiter schlechthin. Kommunist ist er gleichsam von Natur aus; Theorie und Ideologie, wie er sie von Gregor repräsentiert findet, machen ihn nicht satt. Knudsens Auffassungen und Ansichten sind erd- und ortsverbunden, er muss und will mit den Menschen auskommen, unter denen er lebt. Er denkt langsam und an den Ergebnissen seiner Überlegungen hält er fest. Eine schönere Form seiner Sturheit ist die Treue zu seiner Frau Bertha; als Debile ist sie unter den neuen Machthabern in Lebensgefahr, doch Knudsen, der jederzeit die Möglichkeit zur Flucht hat, wird sie nicht im Stich lassen.
Der Junge. Der Schiffsjunge Knudsens ist ein Fünfzehnjähriger, der am besten weiß, was er nicht will: so sein wie die Erwachsenen, in einem Kaff wie Rerik versauern. Er kann seinen Vater gut verstehen, der den Tod auf offener See gefunden hat, betrunken, wie die Leute sagen, der Junge aber deutet seinen Tod als Ausbruchsversuch. Die Verwicklung in die Rettung Judiths und des Klosterschülers kommt seiner Abenteuerlust entgegen; bewussten Widerstand gegen „die Anderen“ verbindet er damit nicht. Die Gelegenheit zur Flucht nach Schweden lässt er vorübergehen, was ein Anzeichen dafür ist, dass im Jungen im Laufe der Handlung des Romans ein Wandel, ein Reifungsprozess stattfindet. So verändert sich die Persönlichkeit des Jungen vom kindlich-verantwortungslosen, verträumten Jugendlichen zum jungen Erwachsenen, der bereit ist, seinen gesellschaftlichen Status zu akzeptieren und Verantwortung zu übernehmen.
Helander. Pfarrer Helander ist der typische Bürger, Weltkriegsveteran, konservativ und deutschnational; als Protestant neigt er zur Gewissensforschung, permanenter Glaubenskrise und rigorosen ethischen Urteilen. Die Haltung der Amtskirche im Dritten Reich geißelt er: „Die Schande der Kirche war unermesslich.“ Seine Abneigung gegen den Nationalsozialismus ist weniger politisch motiviert als vielmehr allgemeinen Auffassungen von Anstand und Gerechtigkeit geschuldet.
Judith. Judith Levin ist die typische, wohlbehütete Tochter aus den „besseren Kreisen“, verwöhnt und lebensunerfahren. Mit der nationalsozialistischen Judenverfolgung und dem Freitod ihrer Mutter bricht für sie eine Welt zusammen. Umstellt von eingebildeten, potenziellen und tatsächlichen Feinden findet sie in Gregor, Knudsen und Helander instinktiv vertrauenswürdige Leidensgenossen. Ihre Flucht über Rerik nach Schweden ist zugleich ihr Eintritt in die Lebenswirklichkeit.

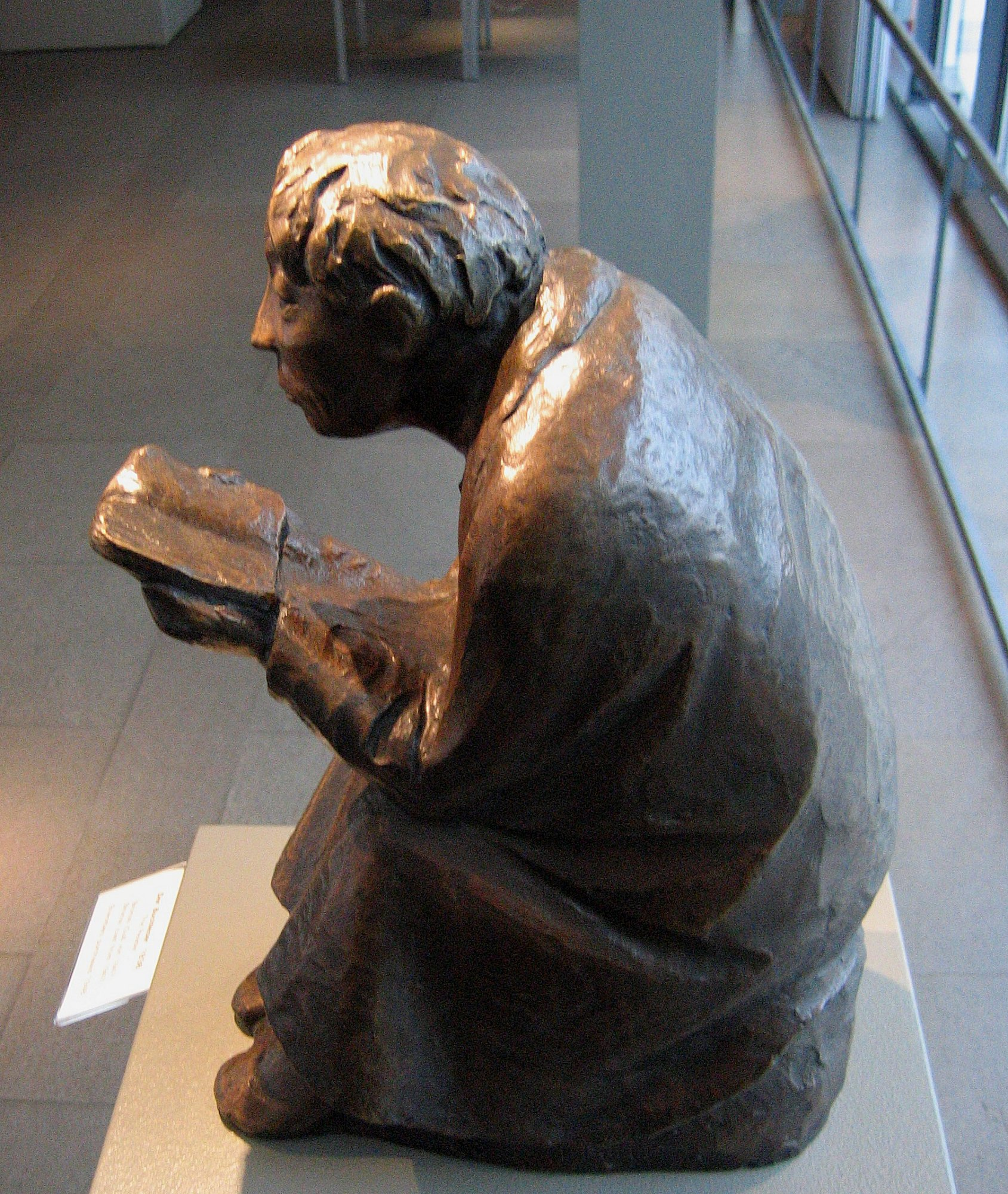
Bronzeplastik Der Buchleser (1936) im Ernst-Barlach-Haus

Der „Lesende Klosterschüler“. Bertolt Brecht schrieb über ein ähnliches Werk Barlachs, den „Buchleser“: „Ein sitzender Mann, vorgebeugt, in schweren Händen ein Buch haltend. Er liest neugierig, zuversichtlich, kritisch. Er sucht deutlich Lösungen dringender Probleme im Buch. Goebbels hätte ihn wohl eine ‚Intelligenzbestie‘ genannt. Der Buchleser gefällt mir besser als Rodins berühmter ‚Denker‘, der nur die Schwierigkeit des Denkens zeigt. Barlachs Plastik ist realistischer, konkreter, unsymbolisch.“ (B. Brecht, Gesammelte Werke, Band 19, Frankfurt 1967, S. 514.)

## Die erzählerischen Mittel
Der Roman ist in 37 Kapitel eingeteilt. Über jedem Kapitel steht als Überschrift der Name einer oder mehrerer der fünf menschlichen Hauptfiguren, womit die kapitelweise wechselnde Figurenkonstellation angekündigt wird. Sie richtet sich durchgängig nach dem Schema Der Junge – andere Person (oder Personen) – der Junge – andere Person (oder Personen) usw. Der Aufbau des Romans ähnelt also der Abfolge von Auftritten in einem Theaterstück. Die erzählte Zeit beträgt 27 Stunden.
Typisch für Andersch ist die Darstellung der Ereignisse aus der Sicht der jeweiligen Beteiligten, auch in ihrer charakteristischen Sprache, jedoch nicht in Ich-Form, sondern in der personalen Erzählsituation. Bei dem Jungen ist auffällig, dass seine Gedanken in einem so genannten Bewusstseinsstrom erzählt werden: Seine Gedanken werden durch Assoziationen verknüpft. Die Sprache ist den jeweiligen Personen angepasst, wie zum Beispiel bei Judith, die ein gehobenes Deutsch, und Knudsen, der eher Umgangssprache spricht.
Ebenfalls der Perspektive der Figuren entnimmt Andersch eine ebenso einfache wie eindrucksvolle Symbolik: das Tagtraum-„Sansibar“' des Jungen; die „Schrift an der Wand“ des Pastors Helander; Gregors „goldenen Schild von Tarasovka“; die „bedrohlichen Türme“, die die Flüchtlinge und Widerstandskämpfer zu beobachten scheinen; die „offene See“, die für alle Personen die Freiheit bedeuten kann.

## Rezeption
Im Unterschied zu Anderschs erstem, äußerst umstrittenen Buch Die Kirschen der Freiheit wurde
Sansibar oder der letzte Grund  weitestgehend positiv aufgenommen. Eine Beschreibung und Analyse des Nationalsozialismus und seiner Helfershelfer strebte das Buch nicht an.
Man muss berücksichtigen, dass Andersch im Jahre 1957 zu deutschen Lesern sprach, die den
nationalsozialistischen Terror aus eigener Anschauung kannten und zumeist als Mitläufer begleitet hatten.
Sansibar galt und gilt wegen seiner versöhnlichen Tendenz und auch wegen seiner Einfachheit und überdies wegen der Identifikations-Figur des Jungen als besonders geeignete Lektüre für jugendliche Leser.
Hendrik Werner schrieb in der Berliner Morgenpost, Sansibar sei Anderschs „wohl radikalste belletristische Stellungnahme“. „Der mit viel Emphase und Empathie geschriebene Text kommt trotz seines ruchbaren Lehrstück-Charakters längst nicht so schablonenhaft daher wie politische Parabeln von Bertolt Brecht, Max Frisch und Peter Weiss“, meint Werner und endet nach kurzer Inhaltsangabe und Interpretation: „Naturgemäß wurde dieser poetisch formulierte Ausweg einer Bündelung aller demokratischen und kunstsinnigen Kräfte von Teilen der Kritik als holzschnittartig und verkürzt gegeißelt. Das ist legitim. Wie es auch legitim ist, die anrührende Allegorie […] als Vorschein einer Gesellschaft zu lesen, die sich nicht mehr vorm braunen Mann fürchten muss.“

## Bearbeitungen

### Hörspiel
- Aktion ohne Fahnen (1958). Drehbuch: Alfred Andersch. Regie: Fritz Schröder-Jahn. Mit Hans Paetsch (Erzähler), Herbert Mensching (Konservator), Heinz Klevenow (Helander), Kurt Lieck (Knudsen), Klaus Kammer (Gregor), Werner Xandry (Küster)

### Hörbuch
- Sansibar oder der letzte Grund. Gelesen von Hans Korte. Diogenes Hörbuch, 2007, ISBN 978-3-257-80021-0.

### Filme
- Sansibar (1961). Drehbuch: Leopold Ahlsen. Regie: Rainer Wolffhardt. Mit Robert Graf (Gregor), Beatrice Schweizer (Judith), Paul Dahlke (Knudsen), Carl Lange (Helander), Jens-Joachim Neitzel (Junge), Ola Svensson, Josef Sieber, Detlof Krüger, Edith Heerdegen, Hans Elwenspoek (Wirt), Joachim Ernst (Doktor Frerking), Dierk Hardebeck, Anneliese Hartnack
- Sansibar oder Der letzte Grund (1987). Drehbuch: Karin Hagen, Wolfgang Kirchner. Regie: Bernhard Wicki. Musik: Günther Fischer. Mit Peter Kremer (Gregor), Cornelia Schmaus (Judith), Gisela Stein (Judiths Mutter), Michael Gwisdek (Knudsen), Elisabeth Endriss (Bertha Knudsen), Peter Sodann (Helander), Frank Hessenland (Der Junge), Karin Gregorek (Mutter des Jungen), Rolf Ludwig (Gastwirt Paul), Siegfried Voß (Dr. Frerking), Frieder Venus (Sven), Ulrich Mühe (Dr. Grote), Horst Eisele (Kröger), Dieter Perlwitz (Kapitän), Walter Lendrich (Küster), Hans-Dieter Neumann (Schaffner), Waltraut Kramm (Haushälterin des Pastors), Dirk Donat (Schwede 1), Werner Kanitz (Schwede 2), Manfred Zetzsche (KP-Funktionär), Angela Brunner (Kellnerin), Sabine Henning, Carola Stolle, Thomas Just, Susanne Lüning, Gerd Micheel, Gertraut Last, Roland Kuchenbuch, Frank Haberland, Erwin Nowotny, Knut Peplau, Eberhardt Wintzen, Reinhard Hellmann, Peter Köhncke, Roman-Eckhard Galonska, Karl-Heinz Danowski, Manfred Thal, Dieter Knust, Peter Heiland, Uwe Jellinek, Uwe Karpa, Eugen Albert, Jürgen Hölzel

### Bühnenwerk
- Sansibar. Oper. Libretto: Wolfgang Willaschek (* 1958). Musik: Eckehard Mayer (* 1946). UA 13. April 1994 Schwetzingen (Festspiele; mit Jorma Silvasti [Gregor], Hermann Becht [Knudsen], Philipp Zitzlewitz [Junge], Fionnula McCarthy [Judith], Richard Salter [Helander]; Regie: Kurt Horres; Bayerisches Staatsorchester, Dirigent: Bernhard Kontarsky)